# Juha Piironen

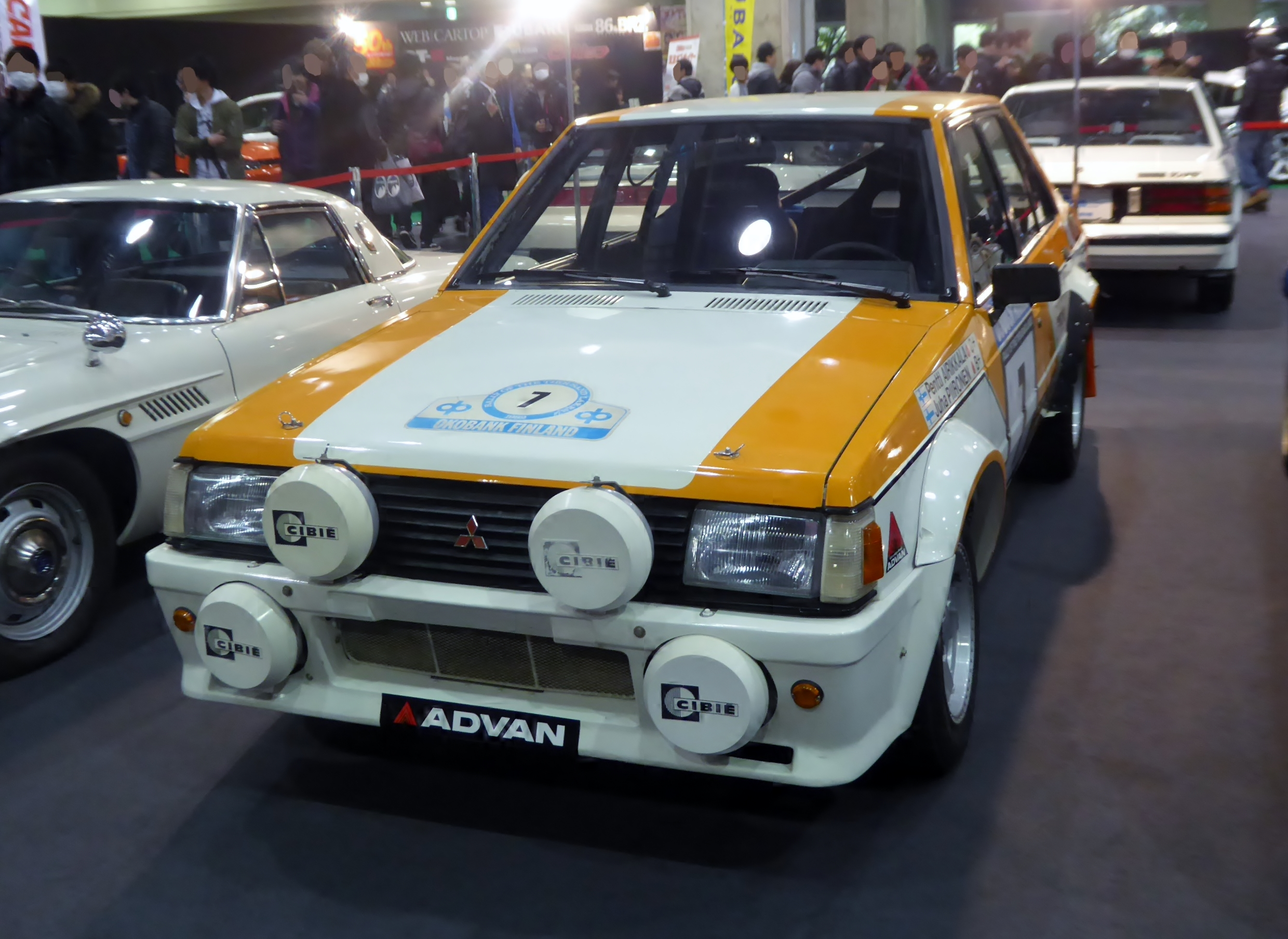
La Mitsubishi Lancer EX Turbo di Juha Piironen

Juha Piironen (Helsinki, 8 aprile 1951) è un ex copilota di rally finlandese, noto per essere stato il copilota di Juha Kankkunen (con il quale ha vinto il Rally Dakar 1988 ed è stato campione del mondo nel WRC 4 volte nel 1986, 1987, 1991 e 1993) e di Henri Toivonen.

## Palmarès
- Campionato del mondo rally: 4
1986
1987
1991
1993
- Rally Dakar: 1
1988

## Risultati nel WRC
| 1973 | Scuderia | Vettura     |  |  |  |  |  |  |  |    |  |  |  |  |  |  |  |  | Punti | Pos. |
| ---- | -------- | ----------- |  |  |  |  |  |  |  | -- |  |  |  |  |  |  |  |  | ----- | ---- |
| 1973 |          | Opel Ascona |  |  |  |  |  |  |  | 20 |  |  |  |  |  |  |  |  | [ 3 ] |      |

| 1974 | Scuderia | Vettura             |  |  |    |  |  |  |  |  |  |  |  |  |  |  |  |  | Punti | Pos. |
| ---- | -------- | ------------------- |  |  | -- |  |  |  |  |  |  |  |  |  |  |  |  |  | ----- | ---- |
| 1974 |          | Alfa Romeo 2000 GTV |  |  | 34 |  |  |  |  |  |  |  |  |  |  |  |  |  | [ 3 ] |      |

| 1975 | Scuderia | Vettura         |  |  |  |  |  |  |    |  |  |  |  |  |  |  |  |  | Punti | Pos. |
| ---- | -------- | --------------- |  |  |  |  |  |  | -- |  |  |  |  |  |  |  |  |  | ----- | ---- |
| 1975 |          | Sunbeam Avenger |  |  |  |  |  |  | 28 |  |  |  |  |  |  |  |  |  | [ 3 ] |      |

| 1976 | Scuderia       | Vettura          |  |  |  |  |  |  |     |  |  |  |  |  |  |  |  |  | Punti | Pos. |
| ---- | -------------- | ---------------- |  |  |  |  |  |  | --- |  |  |  |  |  |  |  |  |  | ----- | ---- |
| 1976 | Intereconomics | Opel Kadett GT/E |  |  |  |  |  |  | Rit |  |  |  |  |  |  |  |  |  | [ 3 ] |      |

| 1977 | Scuderia       | Vettura          |  |  |  |  |  |  |   |  |  |  |  |  |  |  |  |  | Punti | Pos. |
| ---- | -------------- | ---------------- |  |  |  |  |  |  | - |  |  |  |  |  |  |  |  |  | ----- | ---- |
| 1977 | Intereconomics | Opel Kadett GT/E |  |  |  |  |  |  | 9 |  |  |  |  |  |  |  |  |  | [ 3 ] |      |

| 1978 | Scuderia       | Vettura                  |  |  |  |  |  |     |  |  |  |  |  |  |  |  |  |  | Punti | Pos. |
| ---- | -------------- | ------------------------ |  |  |  |  |  | --- |  |  |  |  |  |  |  |  |  |  | ----- | ---- |
| 1978 | Intereconomics | Ford Escort RS 1800 MKII |  |  |  |  |  | Rit |  |  |  |  |  |  |  |  |  |  | [ 3 ] |      |

| 1980 | Scuderia | Vettura                  |  |  |  |  |  |  |    |  |  |  |  |  |  |  |  |  | Punti | Pos. |
| ---- | -------- | ------------------------ |  |  |  |  |  |  | -- |  |  |  |  |  |  |  |  |  | ----- | ---- |
| 1980 |          | Ford Escort RS 1800 MKII |  |  |  |  |  |  | 14 |  |  |  |  |  |  |  |  |  | 0     |      |

| 1981 | Scuderia                     | Vettura                                     |  |  |  |  |  |  |  |  |    |     |  |     |  |  |  |  | Punti | Pos. |
| ---- | ---------------------------- | ------------------------------------------- |  |  |  |  |  |  |  |  | -- | --- |  | --- |  |  |  |  | ----- | ---- |
| 1981 | Team Ralliart Intereconomics | Mitsubishi Lancer 2000 Turbo Ford Escort RS |  |  |  |  |  |  |  |  | 10 | Rit |  | Rit |  |  |  |  | [ 4 ] |      |

| 1982 | Scuderia      | Vettura                      |  |  |  |  |  |  |  |  |   |  |  |     |  |  |  |  | Punti | Pos. |
| ---- | ------------- | ---------------------------- |  |  |  |  |  |  |  |  | - |  |  | --- |  |  |  |  | ----- | ---- |
| 1982 | Team Ralliart | Mitsubishi Lancer 2000 Turbo |  |  |  |  |  |  |  |  | 3 |  |  | Rit |  |  |  |  | [ 5 ] |      |

| 1983 | Scuderia                                                         | Vettura                                                  |  |  |  |  |  |    |  |  |   |  |  |   |  |  |  |  | Punti             | Pos. |
| ---- | ---------------------------------------------------------------- | -------------------------------------------------------- |  |  |  |  |  | -- |  |  | - |  |  | - |  |  |  |  | ----------------- | ---- |
| 1983 | Mazda Rally Team Europe Martini Racing Toyota Team Great Britain | Mazda RX-7 Lancia 037 Rally Toyota Celica Twin-Cam Turbo |  |  |  |  |  | 17 |  |  | 5 |  |  | 7 |  |  |  |  | [ 6 ] [ 5 ] [ 7 ] |      |

| 1984 | Scuderia       | Vettura          |  |  |     |  |  |     |  |  |   |  |  |  |  |  |  |  | Punti | Pos. |
| ---- | -------------- | ---------------- |  |  | --- |  |  | --- |  |  | - |  |  |  |  |  |  |  | ----- | ---- |
| 1984 | Martini Racing | Lancia 037 Rally |  |  | Rit |  |  | Rit |  |  | 3 |  |  |  |  |  |  |  | [ 8 ] |      |

| 1985 | Scuderia       | Vettura          |   |  |  |  |  |  |  |  |   |   |  |  |  |  |  |  | Punti | Pos. |
| ---- | -------------- | ---------------- | - |  |  |  |  |  |  |  | - | - |  |  |  |  |  |  | ----- | ---- |
| 1985 | Lancia Martini | Lancia 037 Rally | 6 |  |  |  |  |  |  |  | 4 | 3 |  |  |  |  |  |  | [ 8 ] |      |

| 1986 | Scuderia             | Vettura                 |   |   |     |   |  |   |   |     |   |  |  |   |   |  |  |  | Punti | Pos. |
| ---- | -------------------- | ----------------------- | - | - | --- | - |  | - | - | --- | - |  |  | - | - |  |  |  | ----- | ---- |
| 1986 | Peugeot Talbot Sport | Peugeot 205 Turbo 16 E2 | 5 | 1 | Rit | 5 |  | 1 | 1 | Rit | 2 |  |  | 3 | 2 |  |  |  | [ 7 ] |      |

| 1987 | Scuderia       | Vettura             |   |   |   |  |  |   |   |  |  |   |  |  |   |  |  |  | Punti | Pos. |
| ---- | -------------- | ------------------- | - | - | - |  |  | - | - |  |  | - |  |  | - |  |  |  | ----- | ---- |
| 1987 | Martini Lancia | Lancia Delta HF 4WD | 2 | 3 | 4 |  |  | 2 | 1 |  |  | 5 |  |  | 1 |  |  |  | [ 7 ] |      |

| 1988 | Scuderia                                     | Vettura                                       |  |  |  |   |     |     |  |  |  |     |  |     |    |  |  |  | Punti | Pos. |
| ---- | -------------------------------------------- | --------------------------------------------- |  |  |  | - | --- | --- |  |  |  | --- |  | --- | -- |  |  |  | ----- | ---- |
| 1988 | Toyota Team Europe Toyota Team Great Britain | Toyota Supra Turbo Toyota Celica GT-4 (ST165) |  |  |  | 5 | Rit | Rit |  |  |  | Rit |  | Rit | SQ |  |  |  | [ 7 ] |      |

| 1989 | Scuderia           | Vettura                    |   |  |     |  |   |     |  |  |     |   |   |  |   |  |  |  | Punti | Pos. |
| ---- | ------------------ | -------------------------- | - |  | --- |  | - | --- |  |  | --- | - | - |  | - |  |  |  | ----- | ---- |
| 1989 | Toyota Team Europe | Toyota Celica GT-4 (ST165) | 5 |  | Rit |  | 3 | Rit |  |  | Rit | 1 | 5 |  | 3 |  |  |  | [ 7 ] |      |

| 1990 | Scuderia                      | Vettura                    |     |   |   |  |   |  |     |   |   |   |  |     |  |  |  |  | Punti | Pos. |
| ---- | ----------------------------- | -------------------------- | --- | - | - |  | - |  | --- | - | - | - |  | --- |  |  |  |  | ----- | ---- |
| 1990 | Martini Lancia Lancia Martini | Lancia Delta Integrale 16V | Rit | 3 | 2 |  | 2 |  | Rit | 5 | 1 | 2 |  | Rit |  |  |  |  | [ 7 ] |      |

| 1991 | Scuderia       | Vettura                    |   |  |   |   |  |   |   |   |   |   |     |  |   |   |  |  | Punti | Pos. |
| ---- | -------------- | -------------------------- | - |  | - | - |  | - | - | - | - | - | --- |  | - | - |  |  | ----- | ---- |
| 1991 | Martini Lancia | Lancia Delta Integrale 16V | 5 |  | 4 | 1 |  | 1 | 2 | 4 | 1 | 1 | Rit |  | 2 | 1 |  |  | [ 7 ] |      |

| 1992 | Scuderia       | Vettura                   |   |  |   |   |  |   |  |  |   |   |   |  |   |   |  |  | Punti | Pos. |
| ---- | -------------- | ------------------------- | - |  | - | - |  | - |  |  | - | - | - |  | - | - |  |  | ----- | ---- |
| 1992 | Martini Racing | Lancia Delta HF Integrale | 3 |  | 1 | 2 |  | 2 |  |  | 2 | 2 | 2 |  | 2 | 3 |  |  | [ 7 ] |      |

| 1993 | Scuderia            | Vettura                         |   |   |  |   |  |     |  |  |  |  |  |  |  |  |  |  | Punti | Pos. |
| ---- | ------------------- | ------------------------------- | - | - |  | - |  | --- |  |  |  |  |  |  |  |  |  |  | ----- | ---- |
| 1993 | Toyota Castrol Team | Toyota Celica Turbo 4WD (ST185) | 5 | 2 |  | 1 |  | Rit |  |  |  |  |  |  |  |  |  |  | [ 7 ] |      |

| Legenda | 1º posto | 2º posto | 3º posto | A punti | Senza punti | Ritirato | Squalificato | NP=Non partito C=Gara cancellata | Apice=Power stage |